# Don Beyer

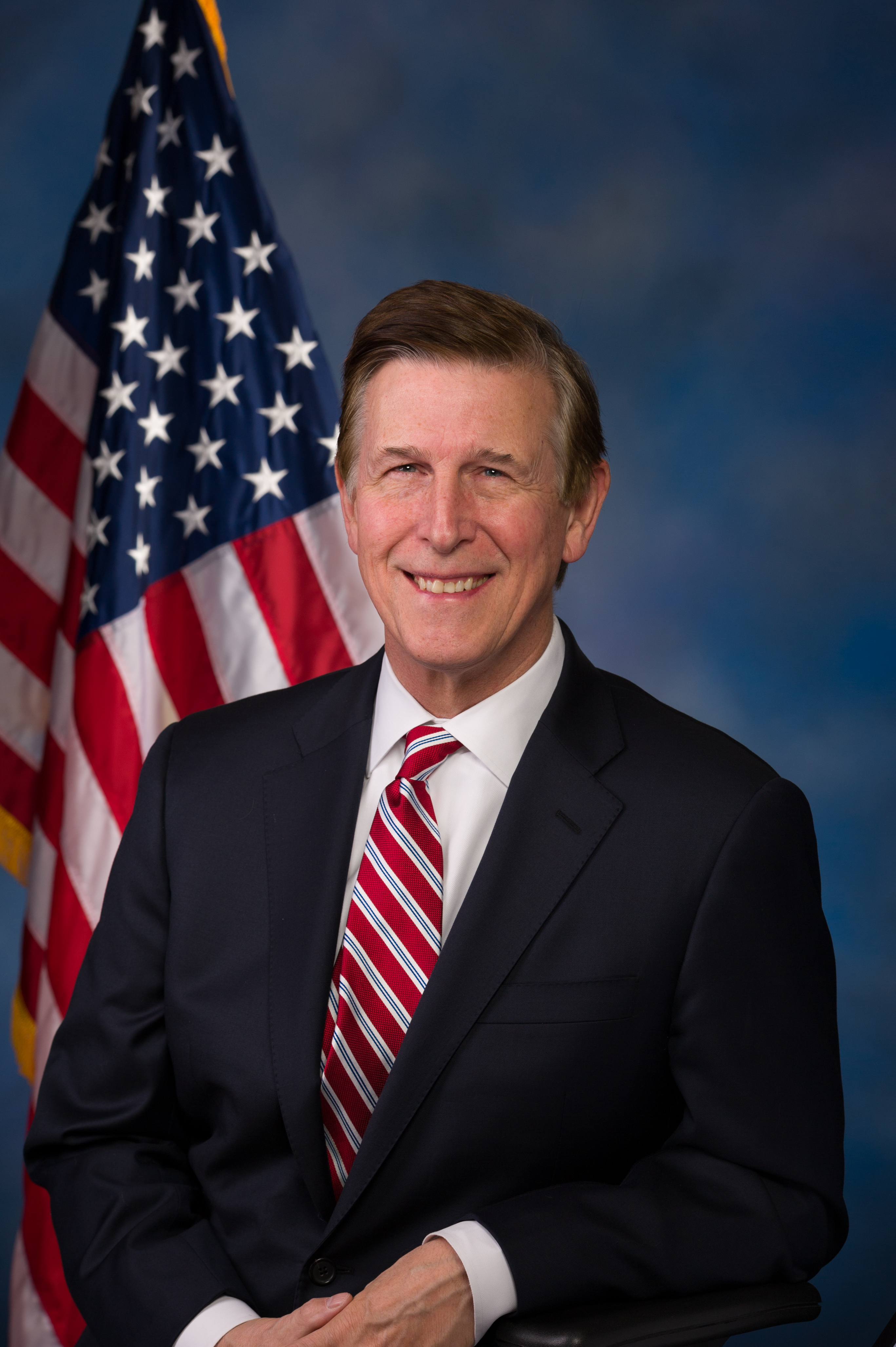
Don Beyer (2015)

Donald Sternoff „Don“ Beyer Jr. (* 20. Juni 1950 in Triest, Freies Territorium Triest) ist ein US-amerikanischer Politiker der Demokraten und Diplomat. Zwischen 1990 und 1998 war er Vizegouverneur von Virginia; seit 2015 vertritt er den achten Sitz des Bundesstaats im US-Repräsentantenhaus.

## Werdegang
Don Beyer wurde als Sohn eines amerikanischen Armeeoffiziers in Italien geboren. Er wuchs in Washington, D.C. auf, wo er auch die Gonzaga College High School absolvierte. Anschließend studierte er bis 1972 am Williams College in Massachusetts das Fach Wirtschaftslehre. Außerdem war er noch am Dartmouth College. Beruflich arbeitete er als Autohändler. In den Jahren 2006 und 2007 war er Vorsitzender der amerikanischen Vereinigung der Autohändler.
Politisch schloss sich Beyer der Demokratischen Partei an. Im August 1996 nahm er als Delegierter an der Democratic National Convention in Chicago teil, auf der Präsident Bill Clinton zur Wiederwahl nominiert wurde. 1989 wurde er an der Seite von Douglas Wilder zum Vizegouverneur von Virginia gewählt. Dieses Amt bekleidete er nach einer Wiederwahl zwischen 1990 und 1998. Dabei war er Stellvertreter des Gouverneurs und Vorsitzender des Staatssenats. Außerdem war er gleichzeitig Mitglied verschiedener Kommissionen. Seit 1994 diente er unter dem republikanischen Gouverneur George Allen.
Im Jahr 1997 kandidierte Beyer erfolglos für das Amt des Gouverneurs seines Staates. 2004 war er finanzieller Leiter des dann erfolglosen Wahlkampfs von Howard Dean bei den Präsidentschaftsvorwahlen dieses Jahres. Im Jahr 2008 unterstützte er den erfolgreichen Wahlkampf von Barack Obama. Dieser ernannte ihn im Jahr 2009 als Nachfolger von Peter R. Coneway zum Botschafter der Vereinigten Staaten in der Schweiz und Liechtenstein. Dieses Amt bekleidete er vom 5. August 2009 bis zum 29. Mai 2013.
Im Januar 2014 kündigte Don Beyer seine Kandidatur für den achten Kongresswahlbezirk seines Staates an, in dem Jim Moran nicht mehr zur Wiederwahl antrat. Am 10. Juni setzte er sich in den Vorwahlen seiner Partei durch. Bei der Wahl im November 2014 gewann er gegen den Republikaner Micah Edmond mit 63 % und konnte daraufhin am 3. Januar 2015 seinen Sitz im Kongress einnehmen. Sein Amt verteidigte er in den Kongresswahlen 2016 und 2018 gegen die republikanischen Gegenkandidaten Charles Hernick mit  68,6 % und Thomas Oh mit 76,3 %. In der Wahl 2020 konnte er seinen Sitz gegen den Republikaner Jeff Jordan mit 76 % verteidigen. Die 2022 gewann er mit 73,7 % gegen die Republikanerin Karina Lipsman. Seine aktuelle Legislaturperiode im 119. Kongress der Vereinigten Staaten läuft bis zum 3. Januar 2027.